# Jason Freese
Pour les articles homonymes, voir Freese.
Jason Jeremy Freese (né à Orange County, Californie, le 12 janvier 1975) est un musicien américain dont les principaux instruments sont le piano, l'orgue hammond B3, le saxophone (ténor, baryton et standard), le cor, et plus occasionnellement la guitare, l'accordéon et le mellotron. Il est principalement connu pour être un membre additionnel, presque à part entière actuellement, du groupe de punk rock californien Green Day. Il est également connu pour être membre du projet secondaire de Green Day, Foxboro Hot Tubs. Jason a également joué pour d'autres artistes et groupes, entre autres Dr. Dre, Weezer, Jewel, NOFX, Lenny Kravitz, Queens of the Stone Age, Busta Rhymes, Goo Goo Dolls, Joe Walsh, The Vandals et Spoon. Il a également produit ou coproduit quelques albums, comme The Essential Live Songbook et Lullaby de Jewel, ou encore Death Is My Only Friend de Death By Stereo. Freese vite actuellement à Fullerton en Californie avec sa femme Amy et son fils Tennessee. Son frère Josh Freese, avec lequel il a collaboré sur ses albums solos, est un prolifique batteur de studio et de scène, connu dans le milieu rock américain, ayant fait partie des formations de groupes comme Weezer, A Perfect Circle, The Vandals, Devo, Nine Inch Nails, Guns'N'Roses, ou encore collaboré avec Sting .

## Discographie

### AvecGreen Day
- 2001 - Tune In, Tokyo... (Live) - Trompette, cor, harmonica
- 2004 - American Idiot - Orgue Hammond B3, saxophone
- 2005 - Bullet in a Bible (Live) - Cor, claviers, backing vocals
- 2009 - 21st Century Breakdown - Piano, saxophone
- 2009 - 21 Guns Live EP - Piano, synthétiseur, trompette
- 2009 - Last Night on Earth: Live in Tokyo - Cor, claviers, backing vocals

- - 2003 - Money Money 2020 - Synthétiseur, Saxophone, Backing Vocals (sous le nom de The Network)
  - 2008 - Stop Drop and Roll!!! - Trompette, cor, Claviers (sous le nom de Foxboro Hot Tubs)

### AvecJewel
- 2008 - Perfectly Clear - Orgue Hammond B3, Piano électrique Wurlitzer, Mellotron
- 2008 - The Essential Live Songbook - Producteur du DVD, Claviers, Saxophone
- 2009 - Lullaby - Coproducteur, Piano, Accordéon, Mellotron

### AvecZebrahead
- 2006 - Broadcast To The World - Orgue Hammond B3, Mellotron, Minimoog, Piano
- 2008 - Phoenix - Hammond B3, Programmation, Arrangements des cordes
- 2009 - Panty Raid - Producteur, Arrangements des cordes, Orgue Hammond B3, Programmation
- 2011 - Get Nice! - Producteur, clavier

### AvecThe Vandals
- 1996 - Christmas with the Vandals: Oi to the World! - Saxophone
- 1998 - Hitler Bad, Vandals Good - Saxophone

### Avec son frèreJosh Freese
- 2009 - Since 1972 - Saxophone
- 2009 - Notorious One Man Orgy - Piano

### AvecNOFX
- 2003 - Coaster - Orgue Hammond B3
- 2009 - War on Errorism - Saxophone

### Autres collaborations
- The Goo Goo Dolls - Let Love In - Orgue Hammond B3, Claviers
- The Goo Goo Dolls - Live At Buffalo - Hammond B3, Claviers, Saxophone, Percussions
- Lenny Kravitz - Black Velveteen Remix- Hammond B3
- Weezer - Make Believe - Saxophone
- Busta Rhymes - The Big Bang - Saxophone
- Faust - "1234" aux Grammy Awards 2008 - Saxophone
- P.O.D. - When Angels and Serpents Dance - Claviers
- Queens of the Stone Age - Lullabies to Paralyze - Saxophone Baryton
- A Perfect Circle - aMotion - Saxophone Baryton et Ténor
- A Perfect Circle - Emotive - Saxophone Baryton et Ténor
- Spoon - Ga Ga Ga Ga Ga - Saxophone Baryton et Ténor
- Death By Stereo - Death Is My Only Friend - Producteur Ingénieur son, Piano, Arrangements des cordes
- Rock Star Supernova - Rock Star Supernova - Saxophone
- Viva Death - One Percent Panic - Saxophone
- Faulter - Darling Buds of May - Hammond B3
- Aphrodite - Overdrive - Saxophone
- Candy Now - All The Time - Clarinette
- Fredalba - Uptown Music for Downtown Kids - Minimoog, Hammond organ
- Afrika Bambaataa - Dark Matter Moving at the Speed of Light - Saxophone Ténor
- Tommy Stinson - Village Gorilla Head - Saxophone Ténor
- Ellis Hall - Straight Ahead - Saxophone Ténor
- Kimberley Lockev - One Love - Saxophone
- Rennie Pilgrem - Y4K - Saxophone
- Last Conservative - On to the Next One - Claviers
- One Small Step - Landmines - Hammond B3
- The Whigs - Mission Control - Saxophone Baryton et Ténor
- The Juliet Dagger - Turn Up the Death - Claviers, Hammond Organ
- Engelbert Humperdinck - Definition of Love - Saxophone backing vocals
- Stripsearch - Stripsearch - Saxophone
- Jeff Scott Soto - Prism - Saxophone
- Los Calzones - Plastico - Claviers, Hammond B3
- Dweezil Zappa - Automatic - Piano électrique Wurlitzer
- Joe Sherbanee - Road Ahead - Saxophone Ténor
- Fandangle - Fly Away - Claviers
- Good Man Down - Self-Titled CD - Piano, Hammond B3, Vibraphone
- Jimmy Kane - A Constant State of Motion - Piano